# Jotham Napat
Jotham Napat (Tanna, 7 de agosto de 1972) es un político vanuatuense y miembro del Parlamento de Vanuatu por la circunscripción de Tanna como miembro del Partido de los Líderes de Vanuatu. En febrero de 2025 fue elegido Primer Ministro de Vanuatu después de las elecciones generales de Vanuatu de 2025.
Napat trabajó anteriormente como meteorólogo y se desempeñó como presidente del Comité Nacional de Desastres después del ciclón Pam en 2015. Ha sido miembro del Parlamento de Vanuatu desde 2016.